# Comuna Butivka, Horodnea
Butivka (în ucraineană Бутівка) este o comună în raionul Horodnea, regiunea Cernihiv, Ucraina, formată din satele Butivka (reședința), Radeanske și Zdreahivka.

## Demografie
Componența lingvistică a comunei Butivka
     Ucraineană (99,11%)
     Alte limbi (0,89%)
Conform recensământului din 2001, majoritatea populației comunei Butivka era vorbitoare de ucraineană (99,11%), existând în minoritate și vorbitori de alte limbi.